# Kálmán Kalocsay
Kálmán Kalocsay (6 de octubre de 1891-27 de febrero de 1976) fue uno de los personajes más famosos en la historia del esperanto puesto que fue uno de los poetas y escritores más prolíficos en esa lengua. También escribió en húngaro.

## Poesía Original
- Dek elektitaj poemoj (el Streĉita Kordo), 1976
Diez poemas elegidos de Cuerda tensa
- Dissemitaj floroj, 2005
Flores en derredor
- Izolo, 1977
Desolación
- La dekdu noktoj de satano, 1990
Las doce noches de satán
- La kremo de Kalocsay, 1971
La crema de Kalocsay
- Libro de amo (kun pseŭdonimo Peter Peneter), 1969
El libro del amor firmado como Peter Peneter
- Mondo kaj Koro, 1921, 1981
Mundo y corazón
- Postrikolto, 2004
Tras la cosecha
- Rimportretoj, 1934
Retratos en rima
- Sekretaj Sonetoj, 1932, 1989
Sonetos secretos
- Streĉita Kordo, 1931, 1978
Cuerda tensa
- Versojn oni ne aĉetas, 1992
No se compran los versos

## Enlaces
- Wikimedia Commons alberga una galería multimedia sobre Kálmán Kalocsay.
- Una Biografía de Kálmán Kalocsay en inglés
- Internacia Amika Societo Kalocsay Kálmán Archivado el 28 de septiembre de 2007 en Wayback Machine. – en Budapest
- Foreman, A.Z. (28 de febrero de 2004). «Kelkaj Poemoj de Kalocsay tradukitaj anglen» (en esperanto). Poems Found in Translation. Consultado el 10 de junio de 2017.
- Kalocsay, Kálmán (28 de febrero de 2004). «Renkonto Al La Luno» (en esperanto). Enschede,  Países Bajos: Tekstoj. Consultado el 10 de junio de 2017.
- Sendemandaj respondoj de Kálmán Kalocsay
- In a bitter hour angle kaj loĵbane
- Kálmán Kalocsay, le traducteur littéraire,  Ada Csiszár: In memoriam Dr. Kalocsay Kálmán (1891–1976). Pp. 34-35. Tradukita francen de István Ertl.
- K. Kalocsay kaj G. Waringhien Korespondaĵoj Marc van Oostendorp (eo en)
- La poemoj de Eterna bukedo, Ezopa saĝo, Izolo, Libero kaj amo, Libro de amo, Rimportretoj, Romaj elegioj, Sekretaj sonetoj, Streĉita kordo, Tutmonda sonoro
- Verkoj de kaj pri Kálmán Kalocsay (enlace roto disponible en Internet Archive; véase el historial, la primera versión y la última). en la Kolekto por Planlingvoj kaj Esperantomuzeo
- Jes ja, poeziaĵo el poemciklo “Tra la Ŝtormo”, en Ora Duopo: Jubilea Libro pri Julio Baghy kaj Kolomano Kalocsay, red. Lájós Kökény (Budapest: Húngara Esperanto-Asocio, 1966)
- Kaloĉajaj literaturaj verkoj enretigitaj
- Rimportretoj, GALERIO DE ESPERANTAJ STELOJ, Literatura Mondo, Budapest, 1934

- Datos: Q12628
- Multimedia: Kálmán Kalocsay / Q12628